# Help Me (chanson de Joni Mitchell)
Singles de Joni Mitchell
Raised on Robbery
(1973) Free Man in Paris
(1974)
Help Me est une chanson de l'auteure-compositrice-interprète canadienne Joni Mitchell extraite de son sixième album studio, paru le 1er janvier 1974 et intitulé Court and Spark.
Publiée en single (sur le label Asylum Records) en février 1974, la chanson a atteint la 7e place du Hot 100 du magazine musical américain Billboard, passant en tout 19 semaines dans le chart.
En 2004, Rolling Stone a classé cette chanson, dans la version originale de Joni Mitchell, 282e sur sa liste des « 500 plus grandes chansons de tous les temps ». (En 2010, le magazine rock américain a mis à jour sa liste, maintenant la chanson est 288e.)

## Composition
La chanson a été écrite et l'enregistrement a été produit par Joni Mitchell elle-même.

## Dans la culture populaire
La chanson est présente dans le film Bienvenue à Marwen (2018).